# Михайло Литвин

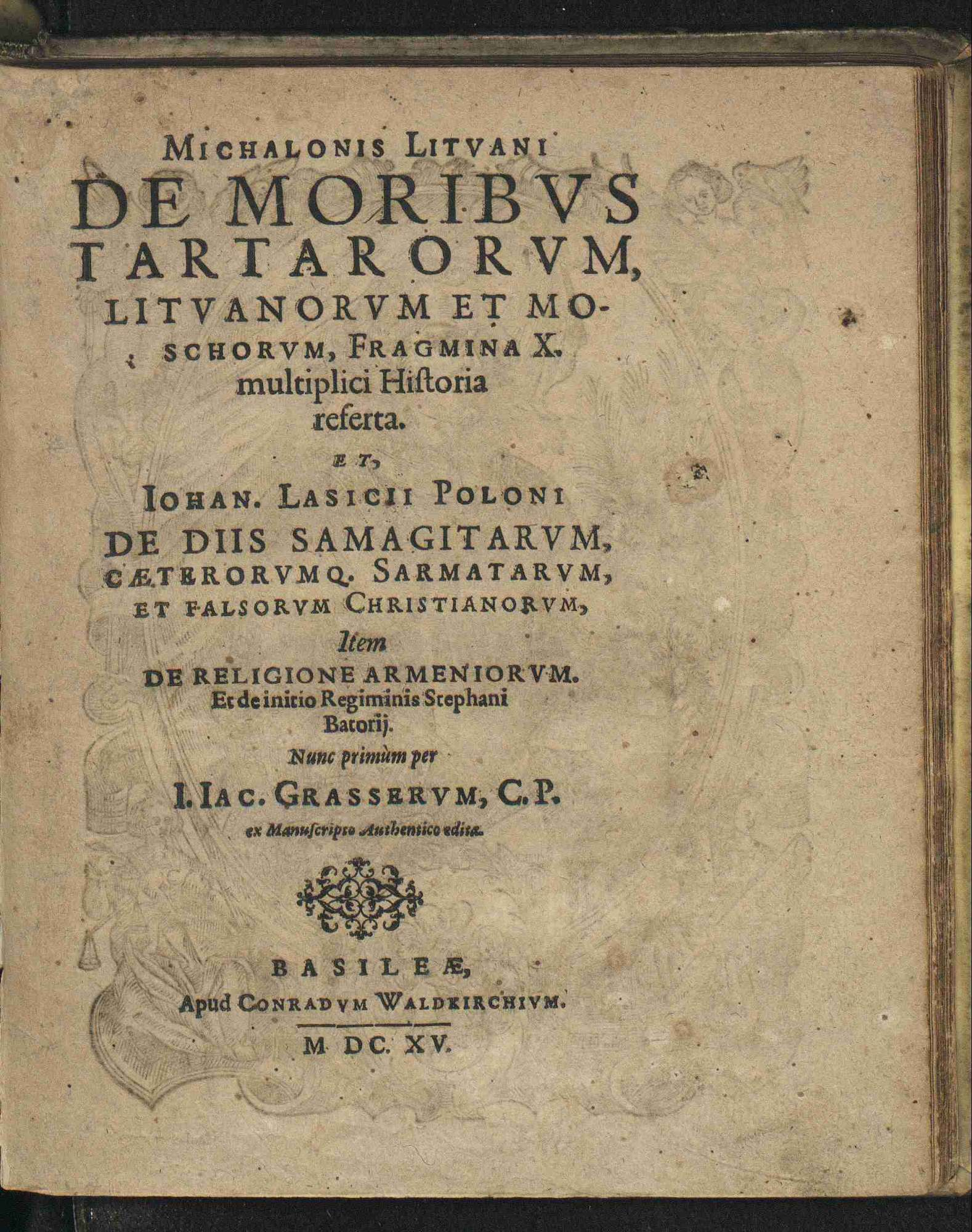
Обкладинка книги Михалона Литвина «Про нрави татар, литовців і московитян» (Базель, 1615)

Миха́йло Литви́н (Михалон, лат. Michalon Lituanus) (роки народження і смерті невідомі) — литовський дипломат у Криму в 1-й пол. XVI століття, автор історичних записок-мемуарів «Про звичаї татар, литовців і московитян».
Записки «Про звичаї татар, литовців і московитян» були видані 1615 року в Базелі латиною — «De moribus tartarorum, lituanorum et moscorum». У них висвітлюється тодішній побут, традиції і звичаї українців, литовців, білорусів, росіян, кримських татар тощо, подається опис Києва.
Переклад російською було опубліковано в Києві 1890 року під редакцією Володимира Антоновича у «Мемуарах, що стосуються історії Південної Русі».